# 순월
순월(郇越, ? ~ ?)은 전한 말기의 관료로, 자는 신중(臣仲)이며 태원군 사람이다.

## 행적
전한 성제 때 기준·설방·순상·당림·당존과 함께 청렴한 선비로 명성이 있었다.
동족 순상과 함께 효렴·수재로 천거되었으나, 병을 얻어 벼슬자리에서 물러났다. 대대로 모아온 가산 천여만 금을 문중 사람들에게 모두 나누어 주었다.
아들 순임은 후한 광무제의 아들 동평헌왕의 부름을 받아 벼슬하였다.

## 출전
- 반고, 《한서》권72 왕공양공포전